# Arsenal Fútbol Club
Pour les articles homonymes, voir Arsenal (homonymie).
Maillots
Arsenal Fútbol Club, couramment abrégé en Arsenal de Sarandí ou Arsenal, est un club de football argentin basé à Sarandí, banlieue sud-est de Buenos Aires fondé, en 1957, par Julio Grondona. Il évolue actuellement en Primera B Nacional. 

## Repères historiques
Le club est fondé le 11 janvier 1957 sous le nom d' « Arsenal FC » par Julio Grondona. C'est toujours le nom officiel du club aujourd'hui, mais afin d'éviter la confusion avec le club londonien homonyme d'Arsenal FC, le club argentin est connu sous le nom d' « Arsenal de Sarandí ».

## Palmarès
- Championnat d'Argentine : 
  - Champion : 2012 (clau.)

- Championnat d'Argentine de deuxième division : 
  - Champion : 2002 (clau.)

- Championnat d'Argentine de troisième division : 
  - Champion : 1964

- Championnat d'Argentine de quatrième division : 
  - Champion : 1962

- Coupe d'Argentine : 
  - Vainqueur : 2013

- Supercoupe d'Argentine : 
  - Vainqueur : 2012

- Copa Sudamericana : 
  - Vainqueur : 2007

- Coupe Suruga Bank : 
  - Vainqueur : 2008

## Personnalités du club

### Anciens joueurs
- Jorge Burruchaga
- Papu Gómez
- Juan Pablo Caffa
- Cristian Campestrini (en)
- Darío Espínola (en)
- Gustavo Grondona (en)
- Lisandro López
- Iván Marcone (en)
- Hugo Nervo (en)
- Jorge Ortiz (en)
- Damián Pérez (en)
- Sergio Rondina (en)
- Emilio Zelaya (en)
- Josimar Mosquera
- Ibrahim Sekagya